# Batalha da Trincheira
A Batalha da Trincheira (em árabe: غزوة الخندق; romaniz.: Ghazwah al-Khandaq) também conhecida como Batalha do Fosso, Batalha de Azabe, Batalha dos Confederados e Cerco de Medina (em árabe: غزوة الاحزاب; romaniz.: Ghazwah al-Ahzab) foi um conflito militar travado em 31 de março de 627, mais especificamente um sítio feito por cerca de duas semanas à cidade de Iatrebe (atual Medina, Arábia Saudita) por tribos árabes e judaicas. A força dos exércitos confederados, que atacaram a cidade, é estimada em torno de 10 000 homens, com 600 cavalos, enquanto os medinenses totalizavam 3 000.
Os defensores de Medina, em menor número - em sua maioria muçulmanos liderados pelo profeta islâmico Maomé - optaram por cavar uma trincheira e lutar a partir dela, em vez de confrontar as tribos em campo aberto. O fosso, juntamente com as fortificações naturais de Medina, tornou inútil a cavalaria confederada, que consistia de cavalos e camelos, e colocou ambos os lados num impasse. Esperando conseguir fazer diversos ataques simultaneamente, os confederados persuadiram então os Banu Curaiza a atacarem a cidade a partir do sul. A diplomacia de Maomé, no entanto, conseguiu desestabilizar as negociações, e dissolveu a aliança existente contra ele. Os defensores bem-organizados, a diminuição do moral entre os confederados e as terríveis condições climáticas fizeram que o cerco terminassem num fiasco.
O sítio à cidade foi na verdade uma "batalha de mentes", onde os muçulmanos lograram derrotar seus oponentes diplomaticamente, e com muito poucas baixas. Os esforços para derrotá-los malograram, e o islamismo passou a ser influente na região; como consequência, os muçulmanos então sitiaram os Curaiza, provocando sua rendição incondicional. A derrota também fez que os mecanos perdessem suas ligações comerciais na região, e muito de seu prestígio.